# Odlingen
Odlingen är en bebyggelse i Ärentuna socken i Uppsala kommun. Mellan 2015 och 2020 avgränsade SCB här en småort.